# Cannabigerolo
Il cannabigerolo (CBG) è un fitocannabinoide non psicoattivo trovato nella pianta di Cannabis.
Il cannabigerolo si trova in concentrazioni più elevate nella varietà di cannabis che producono una quantità maggiore di THC.
Il cannabigerolo ha una forte affinità per i recettori α2 adrenergici, fungendo da agonista, moderata affinità 5-HT1A come antagonista e bassa affinità per il recettore CB1 come antagonista.. Si lega anche al recettore CB2, ma il suo meccanismo di azione in questo recettore è sconosciuto.